# (6173) Jimwestphal
(6173) Jimwestphal es un asteroide perteneciente al cinturón de asteroides, región del sistema solar que se encuentra entre las órbitas de Marte y Júpiter, descubierto el 9 de enero de 1983 por Brian A. Skiff desde la Estación Anderson Mesa (condado de Coconino, cerca de Flagstaff, Arizona, Estados Unidos).

## Designación y nombre
Designado provisionalmente como 1983 AD. Fue nombrado Jimwestphal en homenaje a James A. Westphal, profesor de ciencias planetarias en el Instituto de Tecnología de California y director del Observatorio Palomar. Después de dirigir un grupo de investigación geológica en la industria del petróleo, fue a Caltech en 1961, donde desarrolló detectores infrarrojos modernos para su uso en astronomía y (con Bruce Murray) realizó importantes observaciones tempranas de estrellas y planetas. En un trabajo posterior (con Kristian y Sandage) fue pionero en la espectroscopía SIT y la fotometría bidimensional de cúmulos de galaxias débiles. Como investigador principal (desde 1977) del sistema de cámara WFPC del telescopio espacial Hubble, ha desempeñado un papel clave en el desarrollo de detectores CCD adecuados para la investigación astronómica y espacial.

## Características orbitales
Jimwestphal está situado a una distancia media del Sol de 2,562 ua, pudiendo alejarse hasta 2,875 ua y acercarse hasta 2,249 ua. Su excentricidad es 0,122 y la inclinación orbital 10,00 grados. Emplea 1498,33 días en completar una órbita alrededor del Sol.

## Características físicas
La magnitud absoluta de Jimwestphal es 12,7. Tiene 7,846 km de diámetro y su albedo se estima en 0,287. 